# Justin Herron
Justin Herron (Silver Spring, 27 novembre 1995) è un giocatore di football americano statunitense che milita nel ruolo di offensive tackle per i New Orleans Saints della National Football League (NFL).

## Carriera

### New England Patriots
Herron al college giocò a football a Wake Forest dal 2016 al 2019. Fu scelto nel corso del sesto giro (195º assoluto) del Draft NFL 2020 dai New England Patriots. Nella sua stagione da rookie disputò 12 partite, di cui 6 come titolare, perdendo tutto il mese di novembre per un infortunio alla caviglia.

### Las Vegas Raiders
Il 21 settembre 2022 Herron fu scambiato dai Patriots, insieme ad una scelta del 7º giro del draft 2024, con i Las Vegas Raiders in cambio di una scelta del 6º giro sempre del draft 2024.
Il 27 dicembre 2023 fu svincolato.

### New Orleans Saints
Il 29 aprile 2024 Herron firmò con i New Orleans Saints. Il 28 luglio fu inserito in lista infortunati, chiudendo la sua stagione.

## Famiglia
Lo zio, Keith Herron, disputò cinque stagioni nella NBA.